# Citânia de Sanfins Futebol Clube
O Citânia de Sanfins Futebol Clube é um clube português localizado na freguesia de Sanfins de Ferreira, concelho de Paços de Ferreira, distrito do Porto. O clube foi fundado em 21 de Outubro de 1980 e o seu atual presidente é Joaquim Santos. Os seus jogos em casa são disputados no Complexo Cultural e Desportivo Leões da Citânia.
A equipa de futebol sénior participa, na época de 2024/25, na 1ª Divisão da Associação de Futebol do Porto.